# 霍伦通
霍伦通是奥地利下奥地利州维也纳新城城郊县的一个市镇。总面积23.79平方公里，总人口1081人，人口密度45.4人/平方公里（2005年）。